# A23 (Zwitserland)
De A23 in Zwitserland, ook wel Bodensee-Thurtalstrasse genoemd, is een 10,5 kilometer lange autosnelweg en autoweg, die de A7 bij Müllheim via Weinfelden, Amriswil en Arbon met de A1 bij Rorschach aan het Bodenmeer verbindt. De weg maakt deel uit van de Nationalstrasse 23 (N23).
Het nummer A23 is in 2020 ontstaan uit de overdracht van de T14 en A1.1 van de kantons naar de federale overheid. Gepland is dat beide uiteinden van de A23 in de toekomst als autoweg met elkaar verbonden zullen worden, hetgeen reeds als geplande Bodensee-Thurtalstrasse (BTS) voorzien was.